# Emuella
Diacalymene – rodzaj stawonogów z wymarłej gromady trylobitów, z rzędu Redlichiida. Żył w okresie kambru.